# Tierra sin hombres
Tierra sin hombres (título original: No Man's Land) es un western estadounidense para televisión dirigida por Rod Holcomb y protagonizada por Stella Stevens y Marc Alaimo.

## Argumento
En Nuevo México, durante el tiempo del Viejo Oeste, Nellie Wilder es la sheriff de una ciudad en el oeste desde que su marido, el sheriff anterior y fundador de la ciudad, murió. Ella tiene tres hijas de tres diferentes hombres, un mago, un jugador y un sheriff, que también fue un vaquero, las cuales han heredado sus habilidades. Se llaman Sarah, Brianne y Missy. 
Las tres ayudarán a su madre a atrapar a unos forájidos dirigidos por el legendario Clay Allison que han estado saqueando una ciudad tras otra y que planean saquear también su ciudad y demostrar así que ella puede ser un buen sheriff igual que un hombre, cosa que es muy difícil tomando en cuenta los prejuicios hacia mujeres en el lugar en esos tiempos y el hecho de que por ello la quieren remover del puesto.
Finalmente lo consigue con mucho esfuerzo cuando, utilizando su mente, descubre el topo que Allison utiliza para sus crímenes, Grimshaw, un hombre con mucha elegancia y estilo que va de ciudad a ciudad para explorarla para luego informar de los sitios a Aliison que, utilizando su información, saquea luego estos sitios con efectividad. Utilizando luego este descubrimiento, ella puede encontrar con ayuda el escondite de la banda, tenderla una trampa, arrestarla y también recuperar la mayor parte de lo robado.  
Demuestra así ser incluso mejor que cualquier hombre de su ciudad, que no poseen la misma astucia que ella, consiguiendo además lo que todo el estado no pudo hacer durante 8 años, por lo que, a regañadientes, la ciudad le da luego el puesto de sheriff a largo plazo. Con sus hijas ella luego impone la ley allí con éxito a largo plazo.

## Reparto
- Stella Stevens - Nellie Wilder
- Marc Alaimo - Clay Allison
- Wil Albert - Wilmot
- Frank Bonner - Deputy Thad Prouty
- Donna Dixon - Sarah Wilder
- John Rhys-Davies - Grimshaw
- Terri Garber - Brianne Wilder
- Ralph Michael - Doc Havilland
- Melissa Michaelsen - Missy Wilder
- Robert Webber - Will Blackfield